# YMCA
YMCA (Young Men's Christian Association – křesťanské sdružení mladých mužů) je nejstarší a největší mládežnickou organizací na světě. Je v ní zapojeno přes 58 milionů lidí ze 119 zemí světa. YMCA je založena na křesťanských principech, své aktivity ale nabízí všem mladým lidem, bez ohledu na rasu, pohlaví, náboženské vyznání, sociální postavení, fyzické i duševní schopnosti.
YMCA byla založena v roce 1844 v Londýně s cílem rozvíjet člověka, jeho ducha, duši a tělo (jak symbolizuje červený rovnostranný trojúhelník, který má YMCA ve svém znaku). Od svého vzniku YMCA rychle rostla a nakonec se stala celosvětovým hnutím založeným na křesťanských principech. Jednotlivá sdružení se zapojují do nejrůznějších charitativních akcí, provozují sportoviště, pořádají kurzy, nabízejí aktivní trávení volného času, věnují se humanitární práci. Své křesťanské zaměření uplatňují jednotlivá sdružení YMCA v různé míře.
Světová YMCA se snaží svou činností přispět k míru a sociální spravedlnosti pro mladé lidi bez ohledu na jejich náboženství, rasu, pohlaví nebo kulturu. Střešní celosvětová organizace, Světová aliance YMCA, sídlí v Ženevě a jejím hlavním mottem je „empowering young people“ – „Dát hlas mladým lidem“.

## Historie
Organizaci založil v roce 1844 George Williams, 23letý obchodní příručí z Anglie. Jejím cílem byla křesťanská pomoc mladým lidem „ztraceným“ v odlidštěném prostředí anglických měst, zasažených průmyslovou revolucí. V roce 1855 vzniká v Londýně i dívčí obdoba chlapecké Ymky – YWCA (Young Women's Christian Association). 
Obě organizace nabízely levné bezpečné bydlení pro venkovské mladé muže a ženy cestující do měst. YMCA kombinovala hlásání evangelia přímo v ulicích se sociální pomocí. Filantropové ji viděli jako místo pro zdravý odpočinek, které chrání mladé lidi před pokušením alkoholu, hazardních her a prostituce, a jako užitečný nástroj podpory dobrého soužití a občanství. 
Zakladatel Ymky, George Williams, byl typickým mladým mužem, kterého průmyslová revoluce zavedla do Londýna. Spolu se svými kolegy, se kterými se scházel k modlitebním setkáním a studiu Bible, byl znepokojen tím, jak omezené možnosti trávení volného času mají mladí lidé ve velkoměstě a dne 6. června 1844, založil první YMCA v Londýně, s cílem „zlepšit duchovní vědomí mladých mužů, zapojených do soukenictví a dalších obchodů.“ V roce 1851 už fungovala sdružení YMCA nejen ve Spojeném království, ale i v Austrálii, Belgii, Kanadě, Francii, Německu, Nizozemí, Švýcarsku a USA.
V roce 1894 měla již YMCA přes 500 000 členů ve 34 zemích. V témže roce byl Williams královnou Viktorií povýšen do rytířského stavu a městská rada Londýna jej za jeho životní dílo jmenovala čestným občanem města.
V roce 1855 se v Paříži setkalo 99 YMCA delegátů z Evropy a Severní Ameriky na první světové konferenci YMCA, a rozhodli o vytvoření federace s cílem posílit spolupráci mezi jednotlivými Ymkami. To znamenalo počátek Světové aliance YMCA. Konference přijala Pařížskou bázi, společný cíl pro všechny současné a budoucí národní YMCA:  „Posláním křesťanských sdružení mladých mužů je sdružovat mladé muže, kteří považují Ježíše Krista podle Písma svatého za svého Boha a Spasitele, touží být vírou a životem jeho učedníky a usilují o šíření jeho království mezi mladými lidmi. Jakékoli rozdíly v názorech na jiné věci, jakkoli důležité, nemají narušovat bratrské vztahy mezi členy Světové aliance.“
Motto Světové aliance YMCA bylo převzato z Bible: „aby všichni jedno byli“ (Jan 17:21). V roce 1865 potvrdila čtvrtá světová konference YMCA, která se konala v Německu, význam rozvoje celého jedince v těle, mysli a duchu.
Význam Ymky vzrostl během let 1870–1930, kdy se snažila o spojení křesťanství žitého nejen o nedělích, ale i všednodenně, a podporu sportu v atletických soutěžích, tělocvičnách (kde byly vynalezeny basketbal a volejbal) a bazénů. Později v tomto období, a to pokračuje i ve 20. století, se YMCA „stala naddenominační, více se zajímala o podporu morálky a občanství než osobitou interpretaci křesťanství.“
V roce 1973 se sešla Šestá Světová konference YMCA v ugandské Kampale. Znovu potvrdila Pařížskou bázi z r. 1855 a přijala prohlášení o zásadách, známých jako Kampalské principy, které aplikují Pařížskou bázi na praktický způsob práce YMCA. Jde o hodnoty, na kterých YMCA staví:
1. Usilovat o rovnost příležitostí a spravedlnost pro všechny.
2. Vytvářet a upevňovat mezi lidmi prostředí lásky a porozumění.
3. V YMCA a celé společnosti podporovat a prosazovat čestnost, opravdovost a tvořivost.
4. Rozvíjet a upevňovat formy vedení a programů, které dokumentují rozmanitost a hloubku křesťanské zkušenosti.
5. Pracovat pro rozvoj celého člověka.[2]

V roce 1997 přijala Světová rada v Německu tzv. Challenge 21. Ta definuje YMCA jako celosvětové, křesťanské, ekumenické, dobrovolnické hnutí žen a mužů, které dává zvláštní důraz na skutečné zapojení mladých lidí, a které chce sdílet křesťanský ideál společenství spravedlnosti, lásky, míru a usmíření. Každý člen je v ní povolán, aby se otevřel konkrétním výzvám a podle vlastní situace určil priority. Mezi tyto výzvy, které jsou rozvinutím Kampalských principů z roku 1973, patří:
1. Zvěstovat evangelium Ježíše Krista a usilovat o duchovní, duševní a tělesnou pohodu jednotlivců a celé společnosti.
2. Podporovat všechny, hlavně mladé lidi a ženy, k přijetí vzrůstající zodpovědnosti a přijetí vedení na všech úrovních, pracovat pro spravedlivou společnost.
3. Propagovat a obhajovat práva žen a dodržování práv dětí.
4. Pěstovat dialog a partnerství mezi lidmi různých vyznání a ideologií, poznávání kulturních identit lidí a propagace kulturní obnovy.
5. Zavázat se pracovat v solidaritě s chudými, vykořeněnými lidmi a utlačovanými rasovými, náboženskými a etnickými minoritami.
6. Usilovat o to být prostředníky a smiřovateli v konfliktních situacích a pracovat pro smysluplné zapojení a pokrok lidí pro své vlastní sebeurčení.
7. Chránit Boží stvoření proti všemu, co by ho ničilo a uchovávat a chránit zdroje Země pro příští generace.[2]

## YMCA v České republice

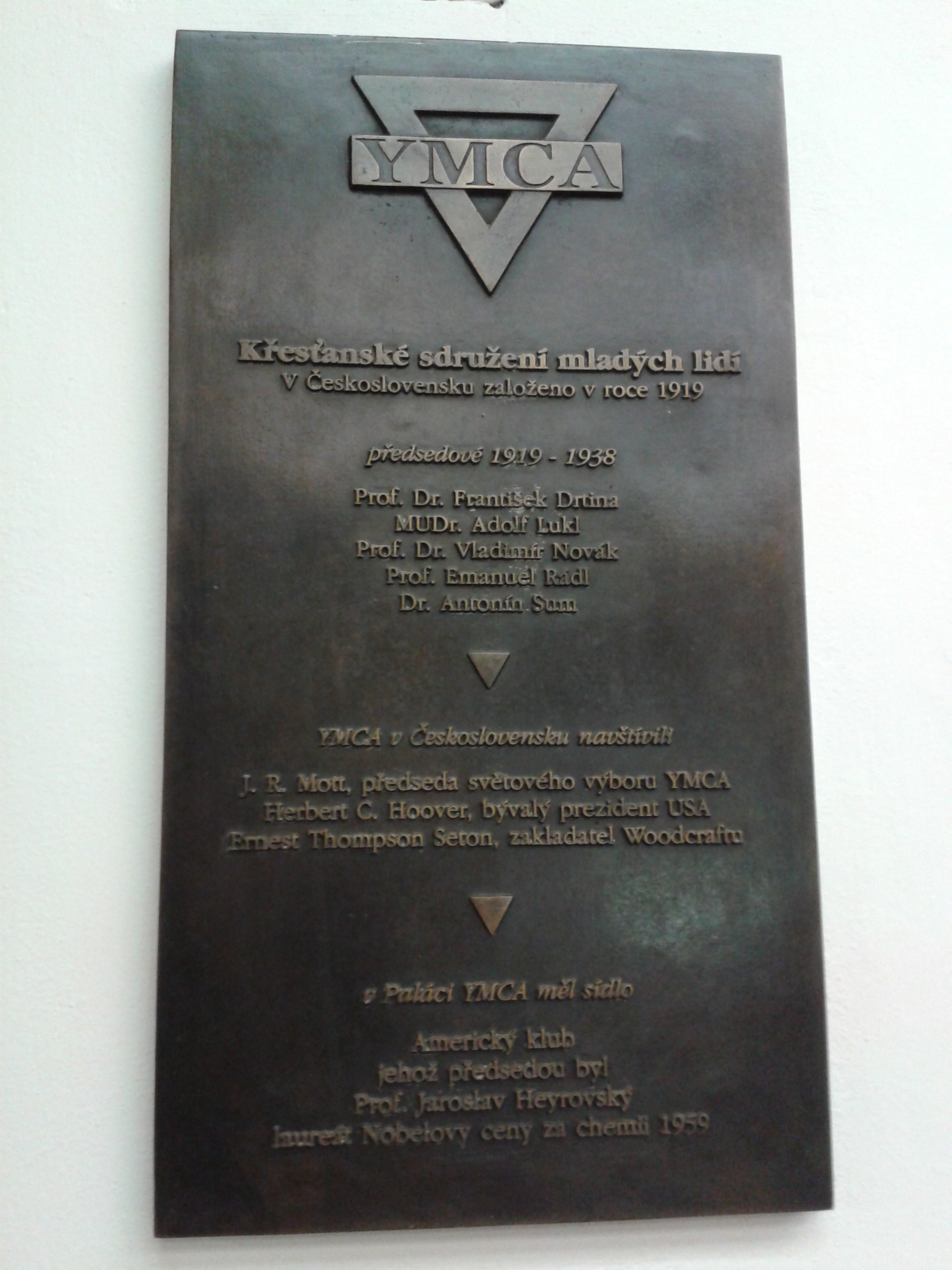
Pamětní deska ve vestibulu paláce YMCA

Na území České republiky působila YMCA od druhé poloviny 19. století prostřednictvím tzv. Křesťanských spolků mladíků nebo tzv. Křesťanských sdružení mládeže. 
Po několika letech fungování v rámci Čs. legií a poté Čs. armády, se v Československu YMCA od roku 1921 rozšířila masově především díky vydatné pomoci z USA a za přispění elit národa: T. G. Masaryka, jeho dcery Alice, Ing. Václava M. Havla, prof. Emanuela Rádla a dalších. Samostatná Československá YMCA byla oficiálně založena na sjezdu v Praze dne 21. dubna 1921.
Svoji činnost YMCA nuceně ukončila v roce 1951 a přes neúspěšné pokusy okolo roku 1968 o znovuzaložení, obnovila svoji činnost až v roce 1990. YMCA v ČR byla ustavena v roce 1992 vzhledem k blížícímu se dělení Československé federativní republiky.

## Logo YMCA[7]
Autorem loga YMCA je Američan Luther Hasley Gulick (1865–1918), lékař a mezinárodní sekretář komise YMCA pro tělovýchovu a sport.
Ve své přednášce Charakteristické znaky sportovní práce našeho hnutí, vycházel z toho, že práce YMCA je jednotný a organický celek a všechny její součásti, včetně tělesného cvičení, vycházejí z prostých zásad, z nichž první je zásada jednoty lidské bytosti, charakterizovaná tělem, duší a duchem. Aby jasně a srozumitelně vyjádřil své myšlenky, začal Gulick používat rovnostranný, špičkou dolů obrácený, trojúhelník. Vrchní rameno představuje ducha, který je podepírán duší a tělem. V roce 1880/81 byl tento trojúhelník oficiálně přijat studenty ve Springfieldu jako znak jejich práce, později byl přijat i jako logo YMCA Světovou aliancí.
V českých zemích se ymkařský trojúhelník prosadil po první světové válce díky práci několika desítek amerických sekretářů, kteří přišli do tehdejšího Československa, aby tam pomohli začít a rozvinout práci YMCA. Díky jejich vlivu se v českých zemích ujalo označení YMCA červeným trojúhelníkem s modrým břevnem. Některé interpretace loga vykládají modré břevno jako symbol vůle člověka.

## Sporty vynalezené v YMCA

### Basketbal[5]
Moderní basketbal vznikl ve městě Springfield státě Massachusetts v USA. V roce 1891 ho tu během školení YMCA vymyslel James Naismith. Původně chtěl, aby v rámci zimní přípravy ragbyového mužstva házeli hráči míče do dřevěných košů na broskve, které také daly později tomuto sportu jméno.
V roce 1892 byl původní dřevěný koš na broskve nahrazen těžkým, z drátu upleteným košem a v následujícím roce firma Narragansett Machinery Co. vyrobila pro trh železnou obroučku s pletenou síťkou ve tvaru koše. Původně však bylo k vyjmutí míče po každém úspěšném hodu používáno žebříku a o něco později byla k tomuto účelu používána tyč. Poté bylo oficiálně zavedeno používání šňůry, která tvořila uzávěr dna koše.
Po celém severovýchodě USA začala proti sobě nastupovat místní sdružení YMCA v jednotlivých utkáních. Začínalo soutěžit více a více amatérských týmů a ostatní sporty a aktivity ustupovaly do pozadí.
Poměrně brzy po svém vzniku překračuje basketbal hranice USA a dostává se do Kanady a také Francie (1893). Misionáři předvedli tuto hru v Brazílii v roce 1896. Následně se dostala do Austrálie, Číny, Indie, Japonska (1900). 

### Volejbal[8]
Volejbal (odbíjená) byl vynalezen roku 1895 Wiliamem G. Morganem z Holyoke YMCA v americkém státě Massachusetts, kde byl i poprvé hrán. William G. Morgan se narodil roku 1870 v Lockportu ve státě New York. V mládí studoval na sportovní škole YMCA ve Springfieldu (Massachusetts), kde James Naismith roku 1891 vymyslel basketbal. Morgan se s Naismithem znal a jeho úspěšný vynález basketbalu ho motivoval.
Mladý Morgan, který v YMCA Holyoke působil jako ředitel sportu a tělovýchovy, spojil určité prvky basketbalu, tenisu a házené a povedlo se mu vytvořit bezkontaktní halový míčový sport hraný přes síť, při kterém hrozilo jen málo zranění. Novou hru nazval nejprve mintonette. O rok později se začal používat dnešní výraz volejbal (odbíjená). Stalo se tak poté, co jeden z diváků, Alfred S. Halstead, hru komentoval slovy, že v ní jde hlavně o odbíjení. Poprvé byla předvedena odbíjená na konferenci pracovníků YMCA, která se konala na podzim roku 1896 na sportovní škole ve Springfieldu. Na každé straně tehdy hrálo 5 hráčů (dnes 6). Hra se na této konferenci velmi líbila, uchytila se a rychle šířila. Firma Spalding vytvořila speciální míč, který odpovídal zvláštním požadavkům tohoto sportu. Roku 1900 se hrálo poprvé mimo hranice Spojených států – v Kanadě.
V roce 1922 se konalo první celonárodní ymkařské mistrovství v této hře. O dva roky později byly do něj připuštěny i týmy mimo YMCA, a vzniklo tak celoamerické volejbalové mistrovství. Po druhé světové válce sláva volejbalu ještě vzrostla, byla vytvořena mezinárodní volejbalová federace (FIVB), konalo se první volejbalové mistrovství světa a roku 1964 se volejbal stal také olympijským sportem. 

### Futsal
V roce 1930 vynalezl Juan Carlos Ceriani z YMCA v uruguayském Montevideu indoorovou verzi fotbalu, futsal. Jeho pravidla vznikla syntézou tří halových sportů: házené, basketbalu a vodního póla.